# Тіні на скелі
«Тіні на скелі» (англ. Shadows on the Rock) — роман американської письменниці Вілли Катер, опублікований у 1931 році. Роман охоплює один рік життя Сесіль Оклер та її батька Евкліда, французьких колоністів у Квебеку. Як і в багатьох книгах Катер, історія базується на детальних портретах героїв, а не на наративному сюжеті.

## Сюжет
Книга І. Аптекар
Історія починається в 1697 році в Квебеку. Евклід Оклер стоїть на Кап-Діаман з краєвидом на річку, спостерігаючи, як останній корабель сезону повертається до Франції. Він вечеряє зі своєю донькою Сесіль. Після обіду Сесіль годує Блінкера, особу з інвалідністю, який виконує деякі важкі роботи.
Евклід Оклер прибув до колонії Квебек вісім років тому на службі у графа де Фронтенака як лікар і аптекар. Його дружина померла після хвороби, і обов'язки домашнього господарства перейшли перейшли до доньки Сесіль.
Наступного дня Сесіль і Евклід доглядають за преподобною матір'ю Жюшеро, яка вивихнула щиколотку. Її батько поповнює запаси лікарні, а преподобна мати Жушеро розповідає історію Сесіль.
Книга II. Сесіль і Жак
У базарний день, наприкінці жовтня, Евклід йде купувати овочі, щоб зберігати їх у своєму кореневому погребі. Він розповідає, що городяни вирощують салат і коренеплоди в холодних ящиках у своїх підвалах протягом довгої зими. Він іде до церкви, щоб помолитися, і помічає Жака, сина розпусної жінки, який також молиться.
Сесіль йде до губернатора Фронтенака, щоб попросити туфлі для Жака. Він хвалить її за її благодійність і працьовитість і запитує, чи хоче вона чогось для себе. Вона просить подивитися на його миску зі скляними фруктами, і він згадує свій досвід у Туреччині, де виготовляли скло.
Евклід посилає Сесіль з ліками в монастир. Сесіль стикається з Жаком і, сидячи в каплиці, розповідає йому історію. Запалюють свічку. Йдучи, вони зустрічають єпископа Лаваля. У спогаді ми дізнаємося, що єпископ Лаваль врятував Жака від замерзання під час снігової бурі, хоча Жак не зовсім це пам'ятав.
Сесіль відводить Жака до шевця, щоб він поміряв взуття. Вона переглядає колекцію дерев'яних ніжок, які шевець зробив, щоб показати міру ніг своїх заможних клієнтів.
Напередодні Різдва Сесіль відкриває подарунок, надісланий її тіткою Клотільдою з Франції — шопку. Сесіль і Жак розставляють фігури в стайні з соснових гілок. Жак додає до сцени фігуру бобра.
Книга III. Довга зима
Молодий єпископ Сен-Вальє відвідує крамницю Оклера за цукровими фруктами. Ми дізнаємося, що єпископ Сен-Вальє скасував систему освіти і парафіяльне управління, встановлену протягом двадцяти років єпископом Лавалем. Евклід не любить молодого єпископа через його екстравагантний спосіб життя, його зневажливе ставлення до старшого єпископа та тому, що він вважає, що Сен-Вальє приймає неправильні рішення. Евклід висміює його як «менш схожого на церковника, ніж на придворного».
Ми дізнаємося, що Блінкер був катом на службі у короля у Франції, і що він не бажав цього ремесла — його змусили. Він приїхав до Квебеку, щоб втекти від цієї роботи, але його переслідують смерті його жертв.
Книга IV. П'єр Шаррон
У червні торговець хутром на ім'я П'єр Шаррон відвідує Евкліда. Він розповідає багато історій Евкліду та Сесіль і супроводжує Сесіль під час візиту до друзів на острові Орлеан.
Книга V. Кораблі з Франції
З багатьма своїми земляками Сесіль і Жак спускаються в гавань, щоб спостерігати за прибуттям п'яти кораблів із Франції. Відбувається загальне святкування. Сесіль отримує пакунки від своїх двох тіток-француженок з одягом і коштовностями.
Сесіль планує повернутися до Франції, коли кораблі відпливуть наприкінці літа, але вона має бронювання. Вона каже батькові, що хвилюється, хто піклуватиметься про її друга Жака. Її батько не звертає уваги, і вона дуже засмучена. Вона йде до церкви, щоб помолитися, і зустрічає єпископа Лаваля, якому розповідає про свої проблеми.
Книга VI. Вмираючий граф
Граф дізнається, що, незважаючи на його очікування, його не відкликають до Франції. Він каже Евкліду, що він звільнений зі служби і може повернутися до Франції, але Евклід вирішує залишитися. Граф каже Евкліду, що той помирає, і наказує йому віднести миску зі скляними фруктами Сесіль як подарунок. Через деякий час граф помирає.
Два єпископи вирішують свої розбіжності.
Сесіль не їде до Франції.
Епілог
Епілог відбувається через п'ятнадцять років, у 1713 році. Єпископ Сен-Вальє повертається до Нової Франції після тринадцяти років відсутності, включаючи кілька років полону в Англії, яка залишила його приниженим і зміненим. Сесіль взяла шлюб із П'єром Шарроном, вони виховують чотирьох хлопчиків.

## Персонажі
- Евклід Оклер, аптекар
- Сесіль Оклер, його дочка

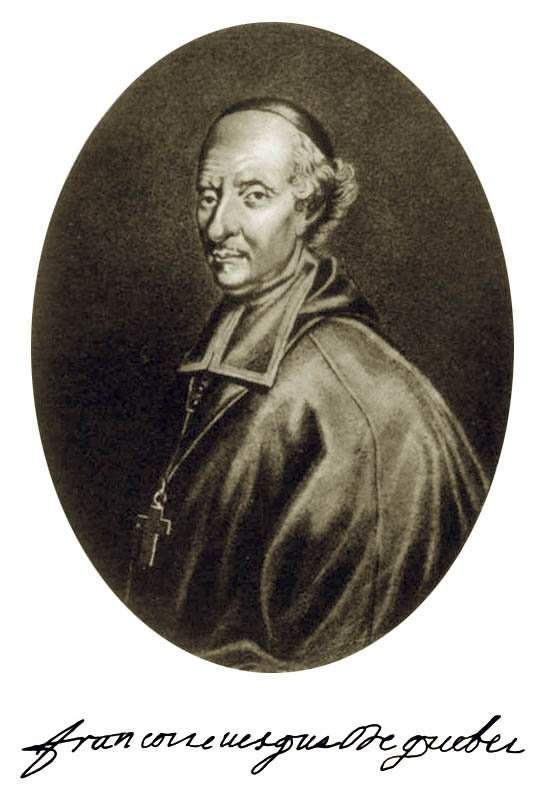
Єпископ Лаваль

- Граф де Фронтенак, військовий офіцер і губернатор колонії Квебек
- Блінкер, бідна особа з інвалідністю, яку Сесіль благодійно годує
- Антуанетта Го, повія і недбала мати Жака
- Жак Го, син Антуанетти і друг Сесіль
- Єпископ Лаваль, перший єпископ Квебеку (і Канади)
- Єпископ Сен-Вальє, молодший служитель церкви з досить слабким розумом
- П'єр Шаррон, мисливець і торговець хутром